# Korberoth

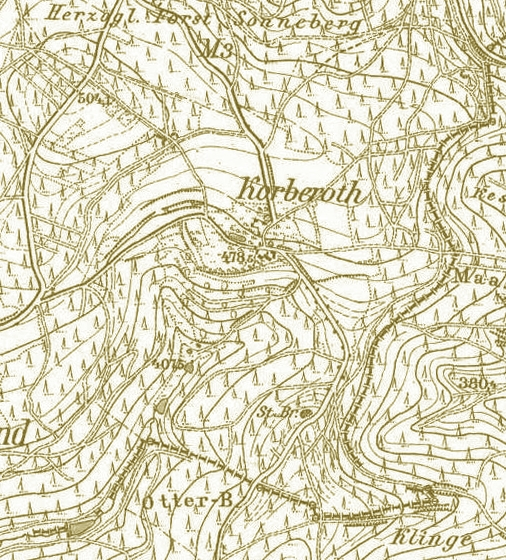
Kartendarstellung des Ortes mit Grenzverlauf (um 1880)

Korberoth ist eine Wüstung im südlichen Landkreis Sonneberg (Thüringen) im Gebiet der Gemeinde Frankenblick.

## Geschichte
1334 wurde der Weiler erstmals als Curbenrode erwähnt und wurde 1343 von Carl von Schaumberg an das Kloster Sonnefeld verkauft.
Die zuvor eigenständige Gemeinde hatte 21 Einwohner im Jahr 1910 und wurde 1923 ein Ortsteil von Effelder.
Zwischen 1972 und 1984 wurden die Bewohner im Zuge der „Grenzsicherungsmaßnahmen“ der DDR an der innerdeutschen Grenze 1980 zwangsweise ausgesiedelt und die verbliebenen Gebäude dem Erdboden gleichgemacht. Geblieben ist der Dorfteich. An die Geschehnisse erinnern ein 1991 errichteter Gedenkstein und ein alljährlicher Gedenkgottesdienst. Heute existiert Korberoth nur noch als Flurname.

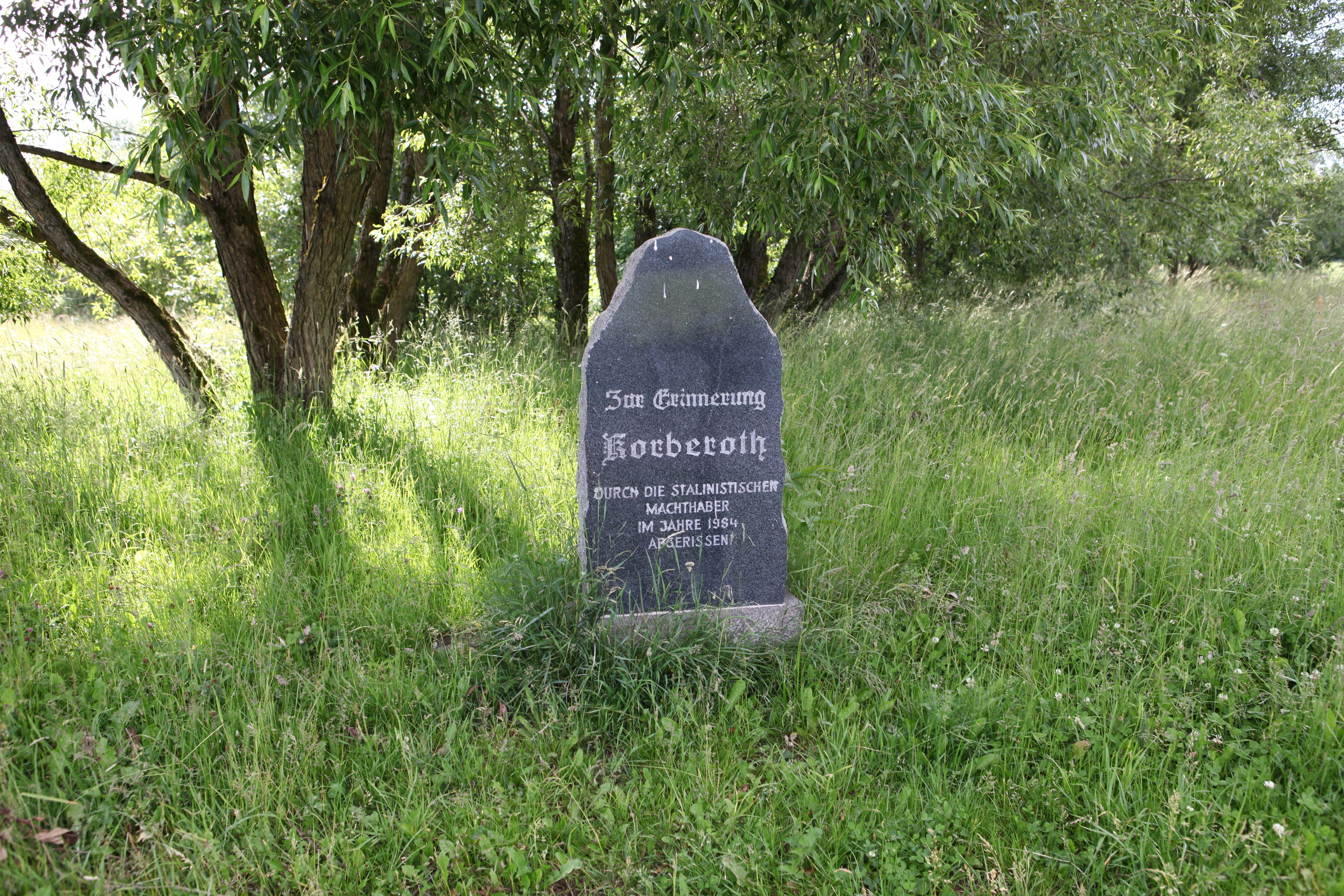
Gedenkstein